# گری مور
روبرت ویلیام گری مور (به انگلیسی: Robert William Gary Moore) (زادهٔ ۴ آوریل ۱۹۵۲ – درگذشتهٔ ۶ فوریه ۲۰۱۱) آهنگ‌ساز، گیتاریست و خواننده نامدار اهل ایرلند شمالی و پیشرو سبک بلوز-راک در جهان بود.

## زندگی حرفه‌ای
گری مور از ۸ سالگی نواختن گیتار کلاسیک را آغاز کرد و اولین ساز حرفه‌ای‌اش را در ۱۴ سالگی خریداری کرد. اولین آلبوم‌اش با نام خرد کردن سنگ را در سال ۱۹۷۳ منتشر کرد و ۱ سال بعد به‌عنوان خواننده و گیتاریست به تین لیزی پیوست. او به‌غیر از تین لیزی سابقه همکاری با اسکید راو، کولوسئوم II، بی‌بی کینگ و گرگ لیک را داشت.

## تجهیزات موسیقی

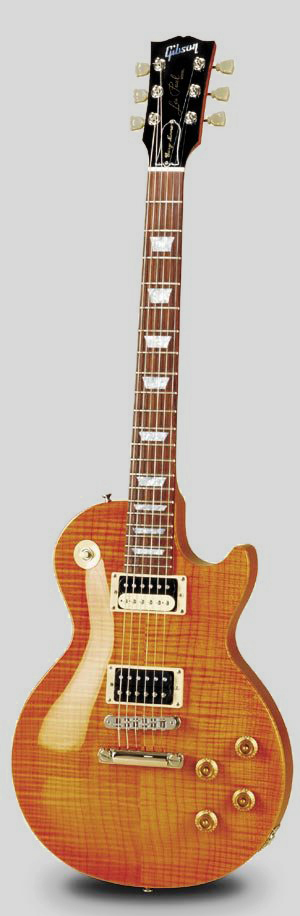
گیتار گیبسون لس پال گری مور

گری مور بیشتر اوقات از یک گیبسون لس پال ۱۹۵۹ استفاده می‌کرد. این گیتار قبلاً متعلق به پیتر گرین نوازنده سرشناس سبک بلوز و عضو پیشین فلیتوود مک بوده است. مور در سال ۱۹۹۵ آلبومی را منتشر کرد که در ستایش از پیتر گرین نام بلوز برای گرینی را بر آن نهاد.
ساز معروف دیگر او یک فندر استرتوکستر ۱۹۶۲ است. مور در پاره‌ای اوقات از گیتارهای جکسون، هریتیج، آیبانز(کلاسیک)، همر و چارول نیز بهره می‌گرفت. آمپلی‌فایرهای مارشال، فندر، سولدانو و یونیت‌افکت‌های رولند، باس، آیبانز، گاونِر و مارشال از دیگر تجهیزات موسیقی او بودند.

## مرگ
گری مور در ساعات اولیهٔ بامداد ۶ فوریه ۲۰۱۱ در هتل کمپینسکی استپونا در کشور اسپانیا-که تعطیلات‌اش را در آن‌جا می‌گذراند-به علت سکته قلبی درگذشت. او هنگام مرگ ۵۸ سال داشت.